# 포도대장 (드라마)
《포도대장》은 KBS 2TV에서 방영된 시대 활극 드라마이다. 1981년 4월부터 1983년 8월까지 매주 방영되었다. 단막극 형식으로 조선 전기를 배경으로 포도청의 수장인 포도대장의 활약을 다루었으며, 백일섭이 주연인 포도대장 백포교 역을 맡아 비리를 파헤치고 백성들의 억울한 사연을 풀어준다. 김성원, 안병경, 이성웅, 강민호, 안대용, 박해상, 유병준 등이 조연으로 출연하였다.
무술을 사용하는 실감나는 장면이 돋보이며, 그 영향으로 같은 시기에 문화방송에서 방영된 《암행어사》와 함께 스턴트맨이 하나의 직업으로서 관심을 받았다.

## 출연진
- 기정수
- 김성원
- 백윤식
- 백일섭
- 신종섭
- 안병경
- 오현경
- 이덕희
- 차화연

## 방영 내용
1981년
| 방영일 | 제목             | 내용                                                                                            |
| ------ | ---------------- | ----------------------------------------------------------------------------------------------- |
| 4.9    | 청풍명월         |                                                                                                 |
| 4.16   | 함정             | 쫓겨난 며느리의 원귀에 대한 이야기                                                              |
| 4.23   | 응징             | 성환역찰방 가족이 자객에 의해 몰살당하는데 …                                                    |
| 4.30   | 한               | 성종 16년, 아버지를 살해 당한 석도령은 그 한을 …                                                |
| 5.7    | 춤추는 단검      | 병든 어머니의 약값을 마련하기 위해 …                                                            |
| 5.14   | 악녀             | 마님, 하인, 하녀가 얽힌 삼각 관계 속의 살인 사건                                                |
| 5.21   | 철퇴             | 대감의 세 아들이 신행길 신부를 납치하는 등 횡포를 부리나 이들에 대한 수사는 명령으로 중지되고 … |
| 5.28   | 괴도백호         | 세금함을 운송하던 포졸들이 도적들의 습격을 받아 …                                               |
| 6.4    | 만리제 삼봉이    | 삼봉은 사돈댁 안주인의 비녀까지 훔쳐 내어 엿을 바꿔먹는데 …                                     |
| 6.11   | 마금백내향       | 청부살인마가 새로운 생활을 하고 있는 포도청 밀정을 살해하고 백포교의 목숨을 노린다.             |
| 6.18   | 용마골 도사      | 괴질로 사람들이 죽어나가는 용마골을 수사하던 백포교는 괴한들에게 납치되고 …                     |
| 7.9    | 연화문           | 기녀가 남성들을 유혹한다는 소문에 조정에서 어사를 파견하는데 …                                  |
| 7.16   | 어사의 죽음 (상) | 처녀들의 납치 사건을 수사하던 암행어사들이 살해되고 …                                           |
| 7.23   | 어사의 죽음 (하) |                                                                                                 |
| 7.30   | 남자나그네       | 진복은 부모가 도적에게 살해되자 도사에게 무술을 배워 복수길에 나서는데 …                        |
| 8.6    | 갯바람           | 최진사는 정혼자가 있는 박씨의 딸을 강제로 후실로 삼는데 …                                       |
| 8.13   | 백천교           | 사이비 종교를 퍼뜨리는 교주 이야기                                                              |
| 8.20   | 두령의 딸        | 불여우가 남성들을 유인해 가는 사건이 발생하는데 …                                               |
| 8.27   | 신의             | 삿갓을 쓴 사나이가 지나는 곳마다 살인 사건이 발생하는데 …                                       |
| 9.3    | 청백리           |                                                                                                 |
| 9.10   | 귀향             | 불공을 드리고 귀가하던 월향과 하녀가 칼을 맞고 살해되는데 …                                     |
| 9.17   | 한               | 한 맺힌 여인의 복수극                                                                           |
| 9.24   | 각설이의 비밀    | 시골장에서 잇따라 살인사건이 발생한다.                                                          |
| 10.1   | 오누이           | 부자집에 침입한 괴한 일당이 복면의 무사들에 살해되는데 …                                        |
| 10.8   | 가실이           | 가실에 유도령의 편지를 전하려던 덕쇠가 칼을 맞고 살해되는데 …                                   |
| 10.15  | 유령             | 기생 향심과 그 애인 상국의 이야기                                                               |
| 10.22  | 백귀야행         | 단오날 백포교는 씨름을 구경하다가 안주머니의 쌈지를 …                                           |
| 10.29  | 함정             | 술심부름하는 연실이 칼에 맞고 살해되는데 …                                                      |
| 11.5   | 추풍검           | 이포군은 춘삼의 시체 옆에서 국화 한 송이를 발견하고 …                                           |
| 11.12  | 효심             | 도적을 일망타진하고 돌아오던 백포교 일행은 …                                                    |
| 11.19  | 망나니           | 허담을 만나고 돌아가던 망나니 호산이 살해되고 …                                                 |
| 11.26  | 세 번째 사나이   | 사람들을 살해한 현국은 …                                                                        |
| 12.3   | 용서받지 못할 자 | 백포교는 악몽에서 깨어나고 며칠 후 두 건의 피살 사건이 발생하는데 …                             |
| 12.10  | 밀고자           | 산길을 걸어가던 백포교는 화살에 꽃힌 쪽지를 발견하는데 …                                        |

1982년
- 극본: 여수중, 박찬성, 김운경, 김준일, 류청오
- 연출: 맹만재, 이근용, 한정희

| 방영일 | 제목                | 내용 |
| ------ | ------------------- | --- |
| 1.17   |                     | |
| 1.14   | 일구월심            | 오석은 아내에게 줄 노리개를 사 집에 돌아왔으나 아내는 유서를 남기고 죽어 있었다. 오석은 아내를 범한 강만규를 찾아내 아내의 한을 풀어주고자 결심하는데 … |
| 1.21   | 천생연분            | 허대감은 대대로 무예로 이름난 자신의 가문을 자랑으로 여기는데 …                                                                                         |
| 1.26   | 민며느리            | 최선비는 딸을 삭탈관직당한 집의 민며느리로 보내는 것을 안타까와하는데 …                                                                                 |
| 2.2    | 겨울별산대          | 탈놀이꾼 영보는 옥중에서 만난 길삼에게 놀라운 사실을 듣게 되는데 …                                                                                      |
| 2.9    | 의형제              | 운니동 오진사댁에 강도가 … |
| 2.16   | 박서방              | 박서방은 해산이 얼마 남지 않은 아내를 집에 두고 산적들에게 잡혀 가는데 …                                                                                |
| 2.23   | 도전자들            | 이진사의 시신을 살펴 보던 백포교 일행은 목덜미의 상처를 …                                                                                               |
| 3.2    | 흉계                | 숭조는 윤진사 집에 식객으로 잠입하는데 … |
| 3.9    | 살풀이              | 산기슭 성황당 앞에서 보부상의 시체가 발견되는데 … |
| 3.16   | 누명                | 고웅은 부모의 원수를 갚기 위해 20년 만에 고향 마을에 나타나는데 …                                                                                       |
| 3.23   | 덫                  | 침술 의원 노릇을 하던 조항진은 부녀자들을 납치하여 청국인에 인신매매를 하는 …                                                                           |
| 3.30   | 우정                | 전국 각지에서 조정으로 올려보내는 곡물을 탈취하는 사건이 잇따라 발생하는데 …                                                                            |
| 4.6    | 신표                | 가실은 민영감 밑에서 도예를 배우던 중 일본인이 민영감을 …                                                                                               |
| 4.20   | 올가미              | 장터에서 돌아온 나리가 살해되는데 … |
| 4.27   | 사대부의 길         | 양반 생활에 염증이 난 대감의 아들이 집을 나가 외딴 집에 은거하다가 좀도둑을 만나는데 …                                                                  |
| 5.4    | 쫓는 자와 쫓기는 자 | 이포군과 안포군은 탈옥한 죄수 강중산을 추격하는데 … |
| 5.11   | 사미인곡            | 청렴한 정대감이 누명을 쓰고 귀양살이를 가게 되는데 … |
| 5.18   | 과거                | 한양으로 과거 보러 가던 유생 형제 중 형이 변사체로 발견되는데 …                                                                                         |
| 6.1    | 가문                | 은실은 기울어진 가세 회복을 위해 혼인도 씨받이 제의도 거절하는데 …                                                                                      |
| 6.8    | 천하대장군          | |
| 6.22   | 은비녀              | 주막에서 사향 밀매를 하려던 청국인과 이를 매수하려던 조선인이 …                                                                                         |
| 6.29   | 사필귀정            | 신행길의 신랑이 연속으로 납치되고 신부도 납치되는데 …                                                                                                   |
| 7.13   | 오리무중            | 시중에 가짜 엽전이 나돌게 되는데 … |
| 7.20   | 객지                | 덕구와 삼월은 삼촌 집을 찾아 한양에 왔으나 집은 불타 없어지고 …                                                                                         |
| 7.27   | 핏줄                | 임진왜란 때 도공을 볼모로 잡아갔던 왜구들이 민영감의 도자기를 탈취하려 …                                                                                |
| 8.3    | 가객                | 떠돌이 가객 평산은 거문고를 연주하면서 원수를 … |
| 8.10   | 사라진 보검         | 황대감은 청나라 황태자 탄신일에 사신으로 가게 되어 선물할 검을 준비하는데 운반 도중 황대감의 부하들이 살해되는데 …                                      |
| 8.17   | 추쇄령              | 노비 이야기 |
| 8.24   | 환향녀              | 청나라에 끌려갔다 돌아온 정이는 3패기방에서 일하게 되는데 …                                                                                             |
| 8.31   | 사발통문            | 안동포를 파는 달성과 점장은 한양에서 매점매석하는 상인 박행수와 그 일당에 속아 안동포를 싼 값에 빼앗기고 하동임방의 두령에게 사발통문을 띄우는데 …      |
| 9.7    | 숲속 아가씨         | 산지기 노인의 딸 순녀와 총각 석숭은 … |
| 9.14   | 선비의 검           | 유참봉은 밤골 김초시가 죽었다는 말을 듣고 … |
| 9.21   | 처녀 사공           | 한양에서 마약 밀매로 쫓기는 수달과 수덕이 사공의 손녀 방울을 이용하여 사향을 운반하려 하는데 …                                                          |
| 9.28   | 그림자              | 부평부사가 백성들의 면포를 거두어 횡령했다는 … |
| 10.12  | 쌍골죽 피리소리     | 한밤중 마을에 피리소리를 듣고 이유를 … |
| 10.19  | 옛 친구             | 백포교의 죽마지우인 한승은 신분의 제약으로 … |
| 10.26  | 열녀문              | 음산한 날에 원귀가 나타나 저승 노잣돈을 요구한다는 소문이 …                                                                                             |
| 11.2   | 단비                | 용인에서 노모를 모시는 학수와 박씨는 노모가 쌀밥을 먹고 싶어하자 …                                                                                      |
| 11.9   | 의형제              | 노름으로 큰 돈을 번 동포는 왈패에 돈을 빼앗기고 피살체로 …                                                                                              |
| 11.16  | 사랑탑              | 거상 최상단의 딸과 혼약한 이한수에게 강녀라는 처녀가 아이를 안고 …                                                                                      |
| 11.23  | 한                  | 백포교는 용인에서 이참판의 살해범을 체포하는데 … |
| 11.30  | 황금불              | 포도대장은 청국의 칙사로부터 보물인 황금불을 도난당했다는 제보를 받는데 …                                                                               |
| 12.7   | 귀향                | 안포군의 정혼자 순녀가 납치되는데 … |
| 12.14  | 천하명창            | 박대감은 명창 갑득의 처를 빼앗기 위해 그를 왜인 첩자로 모는데 …                                                                                         |
| 12.21  | 사모곡              | 김서방의 처가 실종되는데 … |
| 12.28  | 한양천리            | 한양의 깍정이패들은 초선을 시켜 박선달의 사향을 빼앗으려 하는데 …                                                                                       |

1983년
- 극본: 김운경, 김항명, 이석정, 류청오
- 연출: 이근용, 한정희

| 방영일 | 제목             | 내용 |
| ------ | ---------------- | --- |
| 1.4    | 탈               | 백포교와 포군들이 이참판의 살해범을 쫓던 중 범인을 놓치는데 …                                                            |
| 1.11   | 설한풍           | 필녀는 아버지가 박선달의 모함으로 의금부로 압송되자 …                                                                    |
| 1.18   | 업의 그림자      | 혼인을 약속한 혜선이 김참봉의 아들과 혼례식을 올리자 승우는 …                                                            |
| 1.25   | 악의 꽃          | |
| 2.1    | 수리검           | 병마절제사 집에 수리검이 날아오는데 당사자는 입을 다물고 …                                                               |
| 2.8    | 탁류             | 거대 조직의 인신매매업자를 잡았으나 확증이 없어서 …                                                                      |
| 2.15   | 연실이           | 혼례를 앞둔 홍참의 집 하인과 하녀가 시체로 발견되고 뒤이어 둘째 아들도 …                                                 |
| 2.22   | 장타령           | 인정이 많아 겨울내 각설이들을 도운 분녀아범이 이참봉에게서 멍석말이를 당한 다음날 이참봉이 칼에 맞은 시체로 발견되는데 … |
| 3.1    | 낙조             | 마을 형방의 소실이 누군가에 …                                                                                            |
| 3.8    | 인정채           | 전주 선비 김부영은 아들과 함께 사또의 명을 …                                                                             |
| 3.15   | 도공             | 자기의 비법을 터득한 강쇠 노인이 실종되고 그의 딸 달례도 납치되는데 …                                                    |
| 3.22   | 낙화유정         | 박도치는 압송 중 탈출하여 촌락 헛간에서 사슬을 푸는데 …                                                                  |
| 3.29   | 증인             | 살인 사건을 수사중인 포도청은 증거가 있는데 …                                                                            |
| 4.5    | 사주행전         | |
| 4.12   | 우정             | 아버지의 원수를 … |
| 4.19   | 빈객             | 10년만에 고향으로 돌아간 김진택, 애인은 변심하고 친구는 배반하는데 …                                                     |
| 4.26   | 북소리           | 제물포에서 청나라 상인들에게 처녀를 판 자들을 추적하는데 …                                                               |
| 5.3    | 속죄인           | 밀매꾼의 길잡이로 악명을 …                                                                                               |
| 5.10   | 상사곡           | 김포장의 딸 애심이 산적들에 납치되는데 …                                                                                 |
| 5.17   | 족보             | 천민에서 벼슬에 오른 문익환에 옛 상전을 자칭하며 돈을 요구하는 …                                                         |
| 5.24   | 모정천리         | 최영감 집에 도둑이 드는데 바우가 그 누명을 …                                                                             |
| 5.31   | 어둠 속의 발자국 | 신관사또는 아전들의 부패를 막기 위해 …                                                                                   |
| 6.7    | 자객             | 백포교에 상처를 입고 달아난 자객이 …                                                                                     |
| 6.14   | 욕망의 그림자    | 동휘가 모시는 과수댁 형수가 느닷없이 자결하고 친구 민수는 실종되는데 …                                                   |
| 6.21   | 두 얼굴          | 과거보러 떠난 명석 도령이 김진사의 사랑에서 돈을 훔치는데 …                                                              |
| 6.28   | 생과 사          | 무위도식하던 김양택과 봉덕은 약초상을 속여 산삼을 약탈하는데 …                                                           |
| 7.5    | 귀곡성           | |
| 7.12   | 애련화           | 군기시의 윤참봉은 선박의 설계도를 도둑맞는데 …                                                                           |
| 7.19   | 여인별곡         | 연판장 원본을 찾으려 이참판 집을 월장한 박도령은 이참판이 고용한 칼잡이들에 상처를 입고 도망가는데 …                     |
| 7.26   | 악령의 유희      | |
| 8.2    | 슬픈 연가        | 과거를 보러 가던 허도령이 삼십이 넘게 시집을 못 간 둘레의 집에 묵게 되는데 …                                             |
| 8.9    | 불꽃             | 도적의 괴수 이명세는 하주 고을을 습격하여 본관 사또를 끌고 가는데 …                                                      |
| 8.16   | 오누이           | 이진사가 피살되자 백포교 일행은 미모의 기생 월선과 그 애인 명석도령을 의심하는데 …                                       |